# Chávez Ravine (album)
Chávez Ravine è un album di Ry Cooder, pubblicato dalla Nonesuch Records nel 2005. Si tratta di un album-concept incentrato su una storia realmente accaduta nella Los Angeles dei primi anni
cinquanta, ossia la storia di un quartiere periferico della città chiamato appunto "Chávez Ravine", abitato in gran parte da immigrati in maggioranza messicani e che dopo aver evacuato gli abitanti fu letteralmente demolito dalle 
autoritá, per far posto ad un quartiere elegante ed a uno stadio di baseball.  
Il disco ricevette, nel 2005, una nomination per il Grammy Awards.

## Tracce
1. Poor Man's Shangri-La – 5:28 (Ry Cooder, William Garcia, Gene Aguilera)
2. Onda callejera – 3:51 (David Hidalgo, William Garcia)
3. Don't Call Me Red – 4:58 (Ry Cooder)
4. Corrido de boxeo – 3:21 (Lalo Guerrero)
5. Muy fifi – 4:03 (William Garcia, Joachim Cooder, Juliette Commagere)
6. Los chucos suaves – 3:10 (Lalo Guerrero)
7. Chinito chinito – 4:52 (Elena Felguérez)
8. 3 Cool Cats – 3:14 (Jerry Leiber, Mike Stoller)
9. El U.F.O. cayó – 8:21 (Juliette Commagere, Ry Cooder, Joachim Cooder, Jared Smith)
10. It's Just Work for Me – 5:58 (Ry Cooder)
11. In My Town – 5:41 (Ry Cooder)
12. Ejercito militar – 3:16 (Rita Arvizu)
13. Barrio viejo – 4:42 (Lalo Guerrero)
14. 3rd Base, Dodge Stadium – 5:51 (Ry Cooder, William Garcia, Joe Kevany)
15. Soy luz y sombra – 3:23 (musica di William Garcia, Joachim Cooder, Ry Cooder) – Tratto dal poema "The Cloud Forest"

## Musicisti
- Ry Cooder  - chitarra, organo, voce
- Juliette Commagere - voce (brani : 1,2,3,7,9 & 15)
- Carla Commagere - voce (brani : 2,3 & 7)
- Little Willie G. - voce (brani : 2,5,8 & 15)
- Lalo Guerrero - voce (brani : 4,6 & 13)
- Ersi Arvizu - voce (brani : 5,12 & 15)
- Don Tosti  - voce (brano : 9)
- Rosella Arvizu  - voce (brano : 12)
- Ledward Kaapana  - chitarra (brani : 2,13 & 14)
- David Hidalgo  - chitarra (brano : 15)
- Bla Pahinui - voce, chitarra, ukelele (brano : 14)
- Flaco Jimenez  - accordion (brani : 4,12 & 13)
- Joe Rotondi  - pianoforte (brani : 2,4,6,7,8 & 14)
- Chucho Valdés  - pianoforte (brano : 5)
- Jacky Terrasson  - pianoforte (brano : 11)
- Jared Smith  - tastiere (brano : 9)
- Mike Bolger  - tromba, organo (brani : 2,7,8 & 14)
- Jon Hassell  - tromba (brano : 3)
- Gil Bernal  - sassofono tenore (brani : 2,6,8 & 14)
- Mike Elizondo - basso (brani : 1,2,3,4,5,9,10,12,13 & 14)
- Jared Smith  - basso (brani : 7,8 & 15)
- Jim Keltner  - batteria (brani : 1,6 & 8)
- Jim Keltner  - bongos (brano : 3)
- Joachim Cooder - batteria, percussioni (brani : 1,2,3,4,5,7,8,10,12,13,14 & 15)
- Sunny D. Levine  - drum programming (brano : 11)